# Coenosia minutalis
Coenosia minutalis este o specie de muște din genul Coenosia, familia Muscidae. A fost descrisă pentru prima dată de Zetterstedt în anul 1860. Conform Catalogue of Life specia Coenosia minutalis nu are subspecii cunoscute.